# ملكة جمال الأرض 2019
ملكة جمال الأرض 2019، هي مسابقة ملكة جمال الأرض التاسعة عشرة في تاريخ مسابقة ملكة جمال الأرض منذ انطلاقتها عام 2001، عقدت المسابقة في 26 أكتوبر 2019 في كوف مانيلا في أوكادا مانيلا، مدينة بارانك، الفلبين. في نهاية الحدث توجت نيلز بيمنتل من بورتوريكو من قبل ملكة جمال الأرض السابقة نغوين فونغ خان من فيتنام خليفة لها. هذا يجعل الإقليم عاشر من تفوز بلقب واحد على الأقل في مسابقة ملكة جمال الأرض.

## النتائج

### المراكز النهائية
| النتائج النهائية                  | المتنافسة |
| --------------------------------- | --- |
| ملكة جمال الأرض 2019              | - بورتوريكو - نيلز بيمنتل |
| ملكة جمال الهواء (الوصيفة الأولى) | - الولايات المتحدة - ايماني ديفيس |
| ملكة جمال الماء (الوصيفة الثانية) | - جمهورية التشيك - كلارا فافروشكوفا |
| ملكة جمال النار (الوصيفة الثالثة) | - بيلاروس - أليسا مانوك |
| أفضل 10                           | - تشيلي - فرناندا منديز تابيا - هولندا - نيكي برين - نيوزيلندا - تاشان كابين - نيجيريا - مودوبي سوزان جارلاند - بولندا - كريستينا سوكوفوسكا - روسيا - آنا باكشييفا |
| أفضل 20                           | - كولومبيا - ييني كاريلو - إنجلترا - ستيفاني وايت (‡) - غانا - أبينا أبيا - غوام - سيندي شي فولسوم - غيانا - فايده كينغ - اليابان - يوكا إيتوكو - الفلبين - جانيل تي - البرتغال - برونا سيلفا - إسبانيا - سونيا هيرنانديز روميو - تايلاند - تيابار سيريتسيريسوانا (§) |

## الروابط الخارجية
- موقع ملكة جمال الأرض الرسمي
- مؤسسة ملكة جمال الأرض
- مؤسسة ملكة جمال الأرض أطفال أحب كوكبي